# Teplice nad Bečvou
Teplice nad Bečvou là một làng thuộc huyện Přerov, vùng Olomoucký, Cộng hòa Séc.